# تيد هيوز
إدوارد جيمس هيوز (بالإنجليزية: Ted Hughes)‏ (17 أغسطس 1930 - 28 أكتوبر 1998) كان شاعرًا بريطانيًا ومترجمًا وكاتبًا للأطفال. كثيرًا ما يصفه النقاد كأحد أفضل شعراء جيله، وأحد أعظم الكتّاب في القرن العشرين. تولى منصب شاعر بلاط المملكة المتحدة منذ عام 1984 حتى وفاته. في عام 2008، صنفت صحيفة ذا تايمز البريطانية هيوز في المرتبة الرابعة في قائمة «أعظم 50 كاتبًا بريطانيًا منذ عام 1945».
كان هيوز متزوجًا من الشاعرة الأمريكية سيلفيا بلاث من عام 1956 حتى وفاتها انتحارًا في عام 1963 عن عمر يناهز الثلاثين عامًا. ألقى بعض معجبي بلاث والناقدات النسويات باللوم على هيوز لوفاة بلاث بعد الكشف عن الرسائل التي كتبتها بلاث في الفترة الممتدة بين 18 فبراير عام 1960 و4 فبراير عام 1963، التي ذكرت أن هيوز ضرب بلاث قبل يومين من إجهاضها في عام 1961، وأخبر بلاث أيضًا أنه تمنى لو أنها ماتت. استكشف هيوز علاقتهما في آخر عمل شعري له، رسائل عيد الميلاد (1998). أشارت هذه القصائد إلى انتحار بلاث، لكن لم تتناول أي منها ظروف وفاتها بشكل مباشر. اكتُشفت قصيدة في أكتوبر عام 2010، بعنوان «الرسالة الأخيرة»، تصف رواية هيوز لما حدث في الأيام الثلاثة التي سبقت وفاة بلاث.

## سيرته

### نشأته
ولد هيوز في شارع 1 أسبنال ستريت في ميثلموريد، ويست ريدينغ أوف يوركشاير، إلى وليم هنري (1894-1981) وإديث هيوز (فرار قبل الزواج) (1898-1969)، ونشأ في المزارع المحلية في كالدر فالي وأراضي بينين البرية. كانت شقيقته أولوين مارغريت هيوز (1928-2016) تكبره بعامين، وشقيقه جيرالد (1920-2016) يكبره بعشر سنوات. أسس أحد أسلافه الطائفة الدينية في ليتل غيددينغ في كامبريدجشير. عملت الأجيال الحديثة من عائلته في صناعة الملابس والمطاحن في المنطقة. كان والد هيوز، ويليام، نجارًا من أصل أيرلندي، انضم إلى قوات لانكاشاير وحارب في إيبرس. نجا ويليام من الموت بأعجوبة بعد أن استقرت رصاصة في دفتر دفع في جيب صدره. كان واحدًا من 17 رجل فقط من رجال كتيبته التي عادت من حملة الدردنيل (حملة جاليبولي) (1915-1916). ملأت قصص الجبهة الغربية مخيلة طفولة هيوز (التي وصفها فيما بعد في قصيدة «خارج»). ذكر هيوز «سنواتي الست الأولى شكلت كل شيء».
كان هيوز يحب الصيد وصيد الأسماك، والسباحة والتنزه مع عائلته. التحق بمدرسة بورنلي رود حتى السابعة من عمره، عندما انتقلت عائلته إلى ميكسبورو، والتحق بمدرسة سكوفيلد ستريت الإعدادية. كان والداه يديران محلًا لبيع الصحف والتبغ. أشار في قصيدته في الشعر في الإعداد أنه كان مفتونًا بالحيوانات، وأنه كان يجمع دمى الحيوانات من الرصاص ويرسمها. قام هيوز بدور المستكشف عندما كان أخوه الأكبر حارس صيد يطلق النار على طيور العقعق، والبوميات، والجرذان، وطيور الكروان، ونشأ محاطًا بواقع قاسٍ من العمل في المزارع في الأودية والأراضي البور. خلال الفترة التي قضاها في ميكسبورو، استكشف مزرعة مانور في أولد دينابي، وقال أنه يعرفها «أكثر من أي مكان على سطح الأرض». تضمنت قصيدة الأولى «ثعلب الأفكار» وقصته الأولى «حصان الأمطار» ذكرياته في المنطقة. أخذه صديقه المقرب في ذلك الوقت، جون هولي، إلى ملكية كروكهيل فوق مدينة كونسبرو حيث قضيا أوقاتًا عظيمة. أصبح هيوز مقربًا من عائلة هولي وتعلم الكثير عن الحياة البرية من والد هولي، الذي كان يعمل حارس صيد. اعتبر هيوز صيد الأسماك تجربة شبه دينية.
التحق هيوز بمدرسة ميكسبورو الثانوية، حيث شجعته مجموعة من المعلمين على الكتابة، وتطوير اهتمامه بالشعر. قدمته المدرستان الآنسة مكلويد وبولين ماين إلى الشاعرين هوبكينز وإليوت. تلقى هيوز التوجيه من أخته أولوين، التي كانت على دراية جيدة في الشعر، ومعلم آخر يدعى جون فيشر. كذلك التحق الشاعر هارولد ماسينغهام بهذه المدرسة وتلقى التوجيه من فيشر أيضًا. في عام 1946، نُشرت إحدى قصائد هيوز الأولى «الغرب المتوحش»، وقصة قصيرة بعنوان  الدون وديرن في مجلة المدرسة الثانوية، تلتهما المزيد من القصائد في عام 1948. في سن السادسة عشرة، لم يكن لديه أي فكرة سوى أن يكون شاعرًا.
في نفس العام، فاز هيوز بمعرض مفتوح باللغة الإنجليزية في كلية بيمبروك، كامبريدج، لكنه اختار القيام بخدمته الوطنية أولًا. مر العامان اللذان قضاهما في الخدمة الوطنية (1949-1951) بسهولة نسبيًا. كان هيوز متمركزًا كميكانيكي لاسلكي في سلاح الجو الملكي في محطة معزولة مكونة من ثلاثة رجال في شرق يوركشاير، في ذلك وقت لم يكن لديه أي شيء ليفعله سوى «القراءة لشكسبير وإعادة القراءة من جديد ومراقبة نمو العشب». تعلم هيوز العديد من المسرحيات عن ظهر قلب وحفظ كميات كبيرة من أشعار ويليام بتلر ييتس.

### أعماله الأدبية الشهيرة
من أبرز أعماله:
- "الضفدع الأسود" (The Hawk in the Rain): أول مجموعة شعرية له، والتي تضم العديد من القصائد التي تنبئ باتجاهاته الأدبية المستقبلية.
- "الصوت البشري" (The Human Voice): مجموعة أخرى تتميز بالتعبير المكثف عن الصراع الداخلي.
- "مراجعة روستام" (Crow: From the Life and Songs of the Crow): ربما تكون أشهر أعماله، التي تمثل مزيجًا بين الأساطير والشعر المعاصر.
- "الأسطورة والحيوان" (The Animal and the Myth): عمل يدرس تأثير الأساطير القديمة في حياتنا.

### وفاته وإرثه الأدبي
توفي تيد هيوز في 1998، لكن إرثه الأدبي لا يزال حيًّا عبر الأجيال. تأثيره الثقافي والأدبي لا يزال قويًا، وتظل أعماله محور دراسات أدبية موسعة.

## وصلات خارجية
- تيد هيوز  على قاعدة بيانات الخيال التأملي على الإنترنت
- تيد هيوز على موقع IMDb (الإنجليزية)
- تيد هيوز على موقع الموسوعة البريطانية (الإنجليزية)
- تيد هيوز على موقع مونزينجر (الألمانية)
- تيد هيوز على موقع ميوزك برينز (الإنجليزية)
- تيد هيوز على موقع إن إن دي بي (الإنجليزية)
- تيد هيوز على موقع ديسكوغز (الإنجليزية)
- تيد هيوز على موقع قاعدة بيانات الفيلم (الإنجليزية)